# Argel

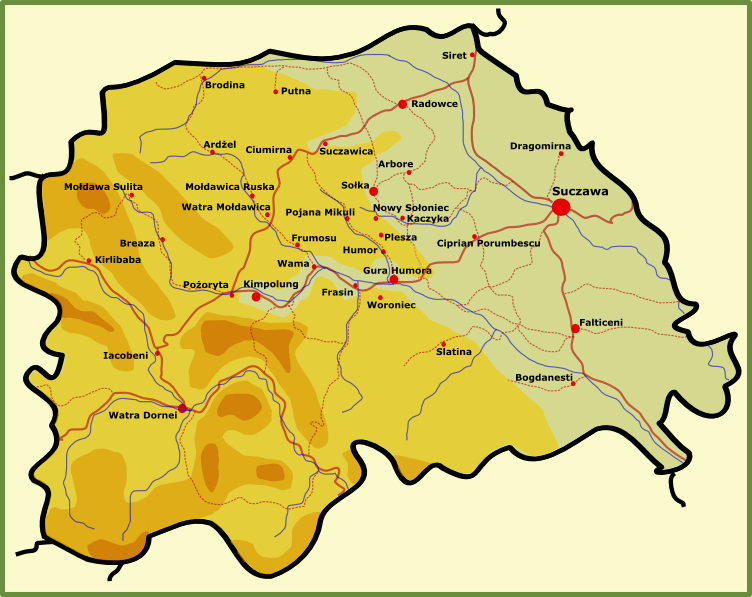
Bukowina południowa

Argel – wieś w Rumunii, w okręgu Suczawa, w gminie Mołdawica. W 2011 roku liczyła 1013 mieszkańców. Jest położona na południowej Bukowinie (Rumunia), wysoko w dolinie Mołdawicy, wzdłuż kolei wąskotorowej służącej do wyrębu lasu.
Zamieszkuje w niej około 350 rodzin, w większości huculskich, częściowo rumuńskich. Jest to jeden z głównych punktów osadnictwa huculskiego na Bukowinie południowej, wraz z Cârlibabą i Ciumirną. Ludność jest wyznania prawosławnego, we wsi jest cerkiew. Istnieje też kilka sklepów, bar, poczta, szkoła podstawowa.